# کوه دیسگرازیا
کوه دیسگرازیا (به ایتالیایی: Monte Disgrazia) یک کوه در ایتالیا است که در استان سوندریو واقع شده‌است. کوه دیسگرازیا ۳٬۶۷۸ متر بالاتر از سطح دریا واقع شده‌است.